# HomeKit
HomeKit ist ein Software-Framework von Apple, mit dem Benutzer ihr iPhone oder ein anderes Apple-Gerät einrichten können, um Smart-Home-Geräte zu konfigurieren, mit ihnen zu kommunizieren und sie zu steuern.
Durch die Gestaltung von Räumen, Gegenständen und Aktionen in der Home-App können Benutzer automatische Aktionen im Haus durch einen einfachen Sprachbefehl an Siri oder über Apps aktivieren.
HomeKit wurde erstmals mit iOS 8 im September 2014 veröffentlicht. Die HomeKit-Unterstützung ist in macOS ab der Version Mojave verfügbar.
Hersteller von HomeKit-fähigen Geräten müssen über ein MFi-Programm teilnehmen, und alle HomeKit-Produkte mussten über einen Verschlüsselungs-Coprozessor verfügen. Geräte, die ohne HomeKit-Unterstützung hergestellt wurden, können über ein „Gateway“-Produkt, wie z. B. einen Hub, der die Verbindung zwischen diesen Geräten und dem HomeKit-Service herstellt, aktiviert werden. Für die Verbindungen zu den Geräten wird Bluetooth und Wi-Fi benutzt.
2021 gab Apple bekannt, dass Matter über das CHIP-Framework in das Homekit-Framework integriert wird. In der Konsequenz heißt das, dass auch Geräte von anderen Herstellern, die nicht speziell für HomeKit entwickelt wurden, sich ab iOS 15, iPadOS 15, TvOS 15 und MacOS 12 in das System Apple Home einbinden lassen.